# Aire urbaine de Saint-Rémy-de-Provence
L'aire urbaine de Saint-Rémy-de-Provence est une aire urbaine française centrée sur l'unité urbaine de Saint-Rémy-de-Provence dans les Bouches-du-Rhône. Composée de 3 communes, elle comptait 12 685 habitants en 2013.

## Composition
| Nom                    | Code Insee | Statut | Superficie (km2) | Population (dernière pop. légale) | Densité (hab./km2) |
| ---------------------- | ---------- | ------ | ---------------- | --------------------------------- | ------------------ |
| Mas-Blanc-des-Alpilles | 13057      |        | 1,57             | 537 (2022)                        | 342                |
| Saint-Étienne-du-Grès  | 13094      |        | 29,04            | 2 480 (2022)                      | 85                 |
| Saint-Rémy-de-Provence | 13100      |        | 89,09            | 9 547 (2022)                      | 107                |